# دايفيد هاثورن
دايفيد هاثورن (بالإنجليزية: David Hawthorne)‏ هو لاعب كرة قدم أمريكية أمريكي، ولد في 14 مايو 1985 في كورسيكانا في الولايات المتحدة.

## وصلات خارجية
- دايفيد هاثورن على موقع مرجع كرة القدم المحترفة.كوم (الإنجليزية)